# Adolf De Wolf
Adolf De Wolf (Brugge, 16 augustus 1844 – aldaar, 20 december 1920) was een Belgisch apotheker, een Vlaamsgezind en cultureel actief volkskundige.

## Levensloop
Adolf De Wolf was een zoon van Ambrosius De Wolf en Rosalie Van Compernolle. Hij doorliep de humaniora in het Brugse Sint- Lodewijkscollege. In het schooljaar 1860-61 kreeg hij er Engelse les van de jonge Guido Gezelle, die sinds kort verbonden was aan het in Brugge opgerichte Engels Seminarie. In de retorica was Leonard De Bo zijn klastitularis. Hij vervolgde met studies voor apotheker.
Een ongehuwde oom van hem, de bibliofiel Louis De Wolf (1803-1868), baatte in de Zuidzandstraat de apotheek Den Cleynen Thems uit. Adolf volgde hem op. Hij trouwde met Leonie Van Acker en ze kregen vier zoons en drie dochters.
De Wolf knoopte vriendschap aan met Guido Gezelle, op basis van hun gemeenschappelijke belangstelling voor folklore, geschiedenis en West-Vlaamse taal. De dichter schreef gelegenheidsgedichten voor hem en voor zijn kinderen of bijvoorbeeld om de gevel van de apotheek met een vers te versieren bij de inhuldiging van de bisschop te Brugge.
Toen in 1890 Gezelle aan de basis lag van de oprichting, door enkele leraars van het Sint-Lodewijkscollege, van het cultureel tijdschrift Biekorf, was ook De Wolf er nauw bij betrokken en hij werd de penningmeester van de vereniging. Onder de zeven kinderen van het gezin De Wolf bevonden zich:
- Karel De Wolf, volgde zijn vader op als apotheker en werd een geapprecieerd volkskundige en auteur van sappige verhalen.
- Lodewijk De Wolf, werd priester, historicus en vele jaren hoofdredacteur van Biekorf.
- Jules De Wolf (Brugge, 1875 - Mongolië, 1914), scheutist.

## Gezelle en De Wolf
Guido Gezelle schreef een gedicht voor de eerste communie van Jules en Lodewijk De Wolf (1886).
In 1891 schreef Gezelle een uitgebreid gedicht voor het kloosterjubileum van de zwartzuster Palmyre De Wolf (1846-1916), zuster van Adolf. Hij schreef ook bij dezelfde gelegenheid een tafellied ter ere van de Castanjeboomsche nunnen.
In 1886 schreef Gezelle een gedicht voor de eerste communie van de broers Jules en Lodewijk De Wolf, zoons van Adolf. In 1893 maakte hij een gedicht voor de eerste communie van hun zus Anna en in 1895 voor de eerste communie van Karel De Wolf, de jongste broer.
In 1895 schreef de seminarist Lodewijk De Wolf een gedicht in drie strofen voor de plechtige communie en het vormsel van zijn broer Karel. Vader Adolf stuurde het gedicht naar Gezelle, die er een vierde strofe aan toevoegde en het ontwerp van Lodewijk grondig herschreef, zodat het een echt Gezelliaans gedicht werd. 
Enkele weken voor zijn dood schreef Gezelle een gedicht ter gelegenheid van de priesterwijding, op 9 juli 1899, van Jules en Lodewijk De Wolf.